# Rawle Marshall
Rawle Junior Kalomo Marshall (Georgetown, Guyana; 20 de febrero de 1982) es un jugador de baloncesto estadounidense que actualmente milita en Shahrdari Gorgan BC de Irán.
Como anécdota, cuando jugaba en la Cibona Zagreb protagonizó una terrible pelea en la Liga Adriática, fue suspendido tres meses y acabó la temporada 08-09 en el Lokomotiv Rostov.

## Clubes
- Fort Worth Flyers: 2005-2006
- Dallas Mavericks: 2005-2006
- Indiana Pacers: 2006-2007
- Hemofarm: 2007-2008
- Cibona Zagreb: 2008
- Lokomotiv Rostov: 2008-2009
- Valencia Basket Club: 2009
- ASVEL Lyon-Villeurbanne: 2009-2010.
- PAOK Salónica BC: 2010-2011.
- BC Astana Tigers: 2011-2013.
- CSU Asesoft Ploiești: 2013-2014
- Koroivos B.C.: 2014-2015
- Maratonistas de Coamo: 2015
- Shahrdari Arak: 2016
- Huracanes del Atlántico: 2016
- Shahrdari Gorgan BC 2016-2017